# Charles Ecila
Charles Ecila, pseudonyme d'Alexandre Chomel, né le 19 août 1882 dans le 6e arrondissement de Paris et mort le 18 août 1964 à Clichy-la-Garenne, est un journaliste, critique littéraire et parolier français du XXe siècle.

## Biographie
Alexandre Joseph Paul Chomel, né le 19 août 1882 à Paris, est le fils de Martial Louis Chomel, attaché au cabinet du préfet de la Seine, chevalier de la Légion d'honneur (1853-1925) et de Jeanne Alexandrine Darnaud, institutrice communale (née en 1858).
Il écrit d'abord sous son nom pour des revues comme La Lyre universelle où il publie la nouvelle Feuillets d'amour en 1903, la Revue mauve qui publie sa nouvelle Cloclo la blonde en 1904.
Nommé stagiaire à la caisse municipale de la Préfecture de la Seine en mars 1905, il est incorporé la même année pour faire son service militaire au service auxiliaire. Il épouse Octavie Marie Albertine Leroy (née en 1891) le 27 mai 1909 à la mairie du 20e arrondissement de Paris, dont il divorce le 16 avril 1918, et se remarie avec Laure Augusta Alexandrine Leroy (1885-1960) le 4 janvier 1919 à la mairie du 8e arrondissement de Paris.
Il est rappelé en août 1914 et affecté au 128e Régiment d'infanterie et au 328e Régiment d'infanterie. Nommé caporal, il est fait prisonnier le 7 novembre 1914 à Vienne-le-Château et interné à Limburg puis à Giessen jusqu'au 12 novembre 1917, date à laquelle il est rapatrié sanitaire. Malade à son retour de captivité, il est classé dans le service auxiliaire à la 22e section d'infirmiers jusqu'à la fin de la Première Guerre mondiale.
Après la guerre, il poursuit sa carrière littéraire sous le pseudonyme de Charles Escila, dont le patronyme est le palindrome du prénom Alice. En 1926, il est chargé de la rubrique du Mois littéraire à la nouvelle revue Mediterranea fondée par Paul Castéla et écrit pour la revue Septimanie et La Pensée française. C'est pour cette dernière revue qu'il lance des enquêtes auprès des écrivains de son époque : Enquête sur la critique littéraire (1925), Enquête sur les cabinets de lecture (1926), Avons-nous encore des inspiratrices (1926). Il y publie par épisodes son roman Si tu m'aimes… tues-moi à partir d'octobre 1925.
Chef du secrétariat aux affaires départementales de la Préfecture de la Seine, il est également secrétaire général de l'Amicale des anciens journalistes du front dans les années 1930,, et secrétaire du groupement des Amis d'Harry Baur, acteur français victime des nazis en 1946.
Charles Ecila meurt le 18 août 1964 à Clichy-la-Garenne et est inhumé au cimetière du père Lachaise.

## Œuvres principales

### Chansons
- Souvenir de tango, musique de Miguel Picazo, 1913[20]
- Ton Amour est ma vie !, musique de Henri Piccolini, 1914[21]

### Livres
- Noël d'enfant, 1920[22]
- Si tu m'aimes… tues-moi !, 1926[23]
- La raison de vivre, 1927

## Distinctions
- Chevalier de l'ordre des Palmes académiques, Officier d'Académie, arrêté du 17 mars 1913[24]
- Officier de l'Instruction publique, arrêté du 31 mars 1922[25]
- Croix du combattant volontaire 1914–1918, 28 juin 1938[6]
- Chevalier de la Légion d'honneur, en février 1934[26]